# Mariana Lima
Mariana Gomes Ferreira Lima (São Paulo, 25 de agosto de 1972) é uma atriz e produtora brasileira. Artista versátil e proficiente, foi laureada ao longo de sua carreira de três décadas com várias premiações, incluindo um Prêmio Cenym e um Prêmio Shell, além de ter recebido indicações para um Grande Otelo, um Prêmio Guarani e três Prêmios Qualidade Brasil.
Lima iniciou sua carreira no teatro percorrendo diversos países latino-americanos até estudar na conceituada Lee Strasberg Theatre and Film Institute, em Nova Iorque. Ficou conhecida por seus trabalhos no teatro, integrando companhias renomadas de São Paulo, que lhe renderam elogios da crítica, até ser convidada para atuar na novela como "Liliana" em O Rei do Gado (1996), na TV Globo, trabalho que lhe alçou ao estrelato nacional. Desde então, passou a ser vista em diversas outras produções.
No teatro, ganhou reconhecimento por suas atuações em Livro de Jó (1995), Tio Vânia (1998), A Paixão Segundo G.H. (2002), A Máquina De Abraçar (2009), Pterodáctilos (2011) – pela qual foi eleita Melhor Atriz no Prêmio Shell –, Nômades (2014) e CérebroCoração (2018). No cinema, ela é mais conhecida por seus papéis em Kenoma (1998), Olga (2004), Árido Movie (2006), pelo qual foi indicada ao Grande Otelo de Melhor Atriz Coadjuvante, A Suprema Felicidade (2010), pelo qual foi indicada ao Prêmio Guarani de Melhor Atriz Coadjuvante, A Busca (2013) e Ela e Eu (2022).
Na televisão, ainda esteve em evidência nas novelas, como a doce Branca em Serras Azuis (1998), a estilista Antônia em Desejos de Mulher (2002), a rainha Helena em Cordel Encantado (2011), a promoter Roberta em O Rebu (2014), a psicóloga Isabel em Sete Vidas (2015) e produtora Ilana em Um Lugar ao Sol (2021). Além do mais, também foi aclamada por suas atuações em séries diversas, como Filhos do Carnaval (2006), Doce de Mãe (2014), Lúcia McCartney (2016), Os Dias Eram Assim (2017), Assédio (2018) e Onde Está Meu Coração (2021).

## Carreira

### 1991–98: Formação e primeiros trabalhos

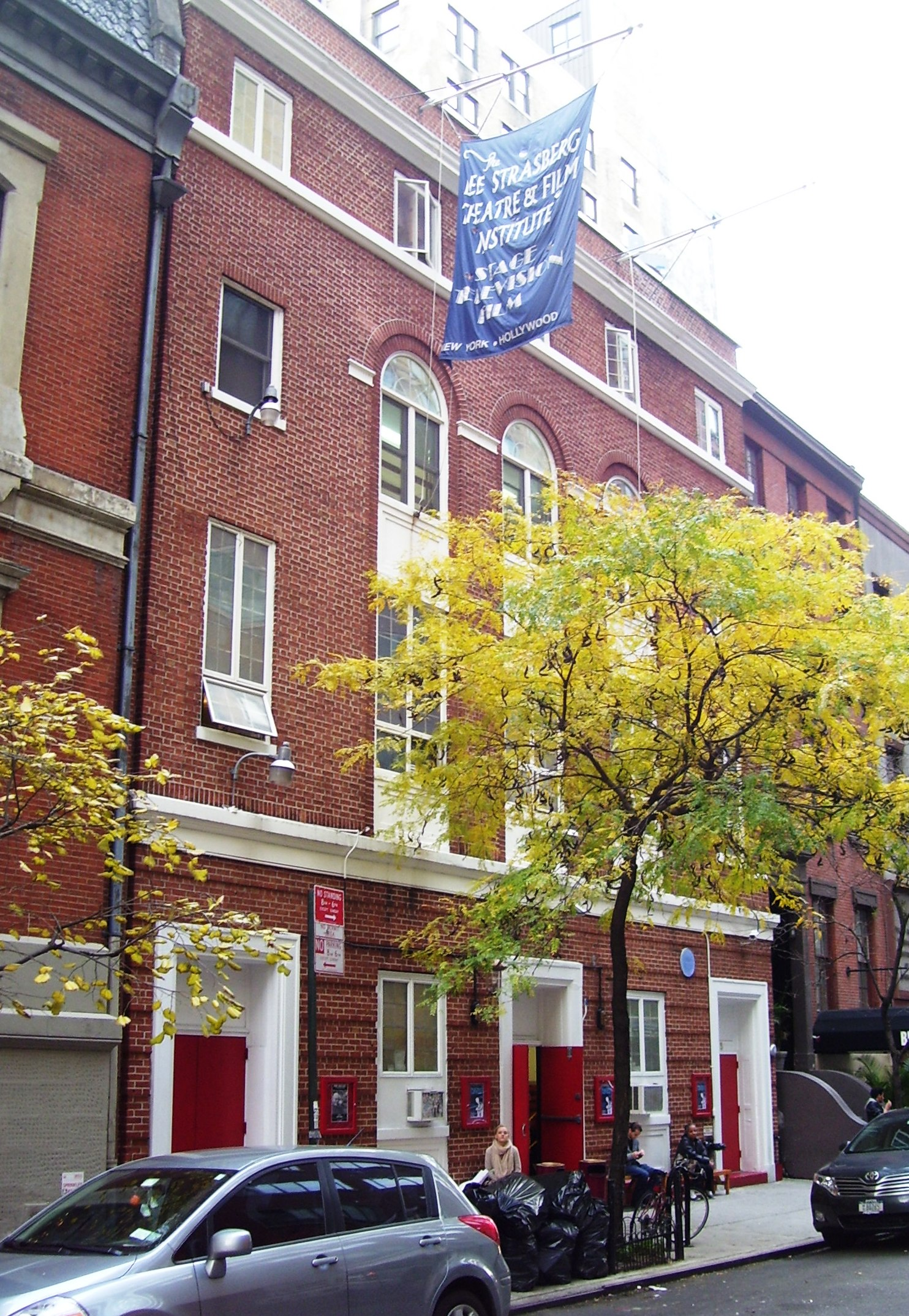
Mariana Lima estudou na Lee Strasberg Theatre and Film Institute no início da década de 1990.

Mariana iniciou sua carreira nos palcos do teatro. Aos dezessete anos, em 1989, saiu da casa de seus pais e desistiu do vestibular para ingressar em uma turnê com o grupo do diretor teatral Marinho Piacentini, viajando por vários países da América Latina. Depois de um ano, sentindo a necessidade de estudar novas formas de trabalhar no teatro, embarcou para Nova Iorque, onde morou por um ano. Durante esse período, estudou na escola de teatro Lee Strasberg, uma das mais renomadas do mundo, e trabalhou como babá, garçonete e cuidadora de cachorros para se sustentar. Em 1991, voltou ao Brasil e iniciou uma peregrinação pelas oficinas teatrais de São Paulo. Passou pelo Centro de Pesquisa Teatral (CPT), do diretor Antunes Filho. E naquele mesmo ano, aconteceu sua estreia profissional no teatro, em Comala, espetáculo baseado no romance de Juan Rulfo, viajando pelo mundo com a peça. Três meses depois, já em 1992, estudou teatro com Maria Alice Vergueiro e viajou para a Espanha e Portugal apresentando-se na peça Amor de Dom Perlimplim com Belisa em Seu Jardim, de Vergueiro. Ao regressar para o Brasil, a montagem da peça chegou ao fim e ela se aproximou das produções do dramaturgo José Celso Martinez Corrêa, integrando a companhia do Teatro Oficina. Realizou um teste para a peça Mistérios Gozosos, na companhia, e foi aprovada para um papel de destaque.
Em 1994, substituiu a atriz Maria Luisa Mendonça no espetáculo Futebol, de Bia Lessa, onde interpretou um menino. Aos 25 anos, em 1995, entra para a equipe do Teatro da Vertigem. Lá, participou da peça Livro de Jó, de Antônio Araújo, atuando com Matheus Nachtergaele, no papel da "Mulher de Jó". Também nesse ano, ao lado de atores como Giulia Gam, Otávio Augusto e Maria Padilha, estreou no cinema com o filme de comédia Sábado, de Ugo Giorgetti, interpretando uma produtora cinematográfica. Esse período também marcou uma jornada pessoal da atriz em busca de novas formas de trabalho, que a levou a ingressar na Oficina de Atores da TV Globo. Participou de uma campanha publicitária da marca de cigarros Free. E foi no teatro, que Luiz Fernando Carvalho a descobriu e a chamou para seu primeiro trabalho na televisão, na telenovela O Rei do Gado, se destacando na produção.
Em O Rei do Gado (1996), interpretou a jovem "Liliana". Na trama, sua personagem é filha do senador "Caxias", papel de Carlos Vereza, e "Rosa", interpretada por Ana Rosa. Ela é namorada de Marcos Mezenga (Fábio Assunção), com quem vive um relacionamento conturbado e que a fez entrar no mundo das drogas. A produção fez muito sucesso em sua exibição original, projetando-a para o estrelato nacional. Mariana foi considerada um dos símbolos de uma nova geração de atores que sucumbia na teledramaturgia brasileira. O diretor Luiz Fernando Carvalho a considerou como uma das "melhores atrizes de sua geração" e disse que ela correspondeu às suas expectativas por sua carga dramática de interpretação, que se refletiu no crescimento de sua personagem na trama. Também em 1996, realizou seu segundo trabalho no cinema no curta-metragem Caligrama, de Eliane Caffé.
Em 1998, voltou ao teatro na peça Tio Vânia, uma adaptação do texto russo de Anton Tchekhov dirigida por Élcio Nogueira. Com Renato Borghi, Leona Cavalli, Luciano Chirolli e Abrahão Farc no elenco, a peça sofreu algumas críticas por parte dos especialista, no entanto a performance de Mariana no papel de "Ielena" foi elogiada, sendo citada como correspondente às exigências do papel. No cinema, viajou para o sertão de Minas Gerais para interpretar a camponesa "Tira" em Kenoma (1998), trabalhando novamente com a cineasta Eliane Caffé. Ea foi convidada para o papel substituindo Glória Pires, a qual não podia viajar para as gravações do filme. Sua intepretação lhe rendeu o prêmio de Melhor Atriz no Festival de Cinema Latino-Americano de Biarritz, na França. Já na televisão, esteve em um episódio do seriado Mulher, da TV Globo, e transferiu-se para a Rede Bandeirantes atuando no elenco principal da novela Serras Azuis, onde interpretou a doce "Branca Bela", que vive um romance proibido com um padre.

### 2000–10: Dirigindo no teatro e trabalhos no cinema
No ano de 2000, trabalhou novamente com Antônio Araújo no espetáculo Apocalipse 1,11, peça que faz parte de uma trilogia do autor inspirada na Bíblia. Interpretando "Babilônia" em Apocalipse 1,11, tinha um dos maiores desafios da carreira até o momento. O texto escrito por Fernando Bonassi e encenado pelo Teatro da Vertigem estreou em um presídio desativado em São Paulo. Como a "mãe das prostitutas", ela percorreu um labirinto de pecado e julgamento, tateando paredes mofadas e grades enferrujadas em um ambiente acinzentado típico de uma prisão. Ainda em 2000, fez parte do elenco da peça Bartolomeu, Que Será que Nele Deu?, que conta a história de um digitador em um escritório de advocacia que, sobrecarregado pelo cotidiano, toma a decisão de abandonar suas tarefas, provocando uma espécie de "revolução" entre as pessoas ao seu redor.
Em 2001, realizou uma apresentação de processo intitulada Raiz Quadrada de Menos Um durante o Festival de São José do Rio Preto, em São Paulo. Dirigida por Enrique Díaz, a apresentação foi um breve solo de dança-teatro e serviu como embrião para o monólogo A Paixão Segundo G.H., que estreou no ano seguinte. Fauzi Arap adaptou o romance homônimo de Clarice Lispector para o palco. Segundo o crítico Sérgio Salvia Coelho, a protagonista apresentada por Mariana Lima possui um despojamento impressionante. Ela retrata G.H. como uma mulher aflita e tímida diante do grande enigma que precisa compartilhar. O tom da atuação é de um realismo cinematográfico, fazendo parecer que ela esquece o texto em diversos momentos. Ela olha nos olhos do público enquanto está em cena, em uma atmosfera acolhedora, como se estivesse em sua própria sala de estar. A atuação lhe rendeu indicação ao Prêmio Qualidade Brasil na categoria Melhor Atriz Teatral de Drama.

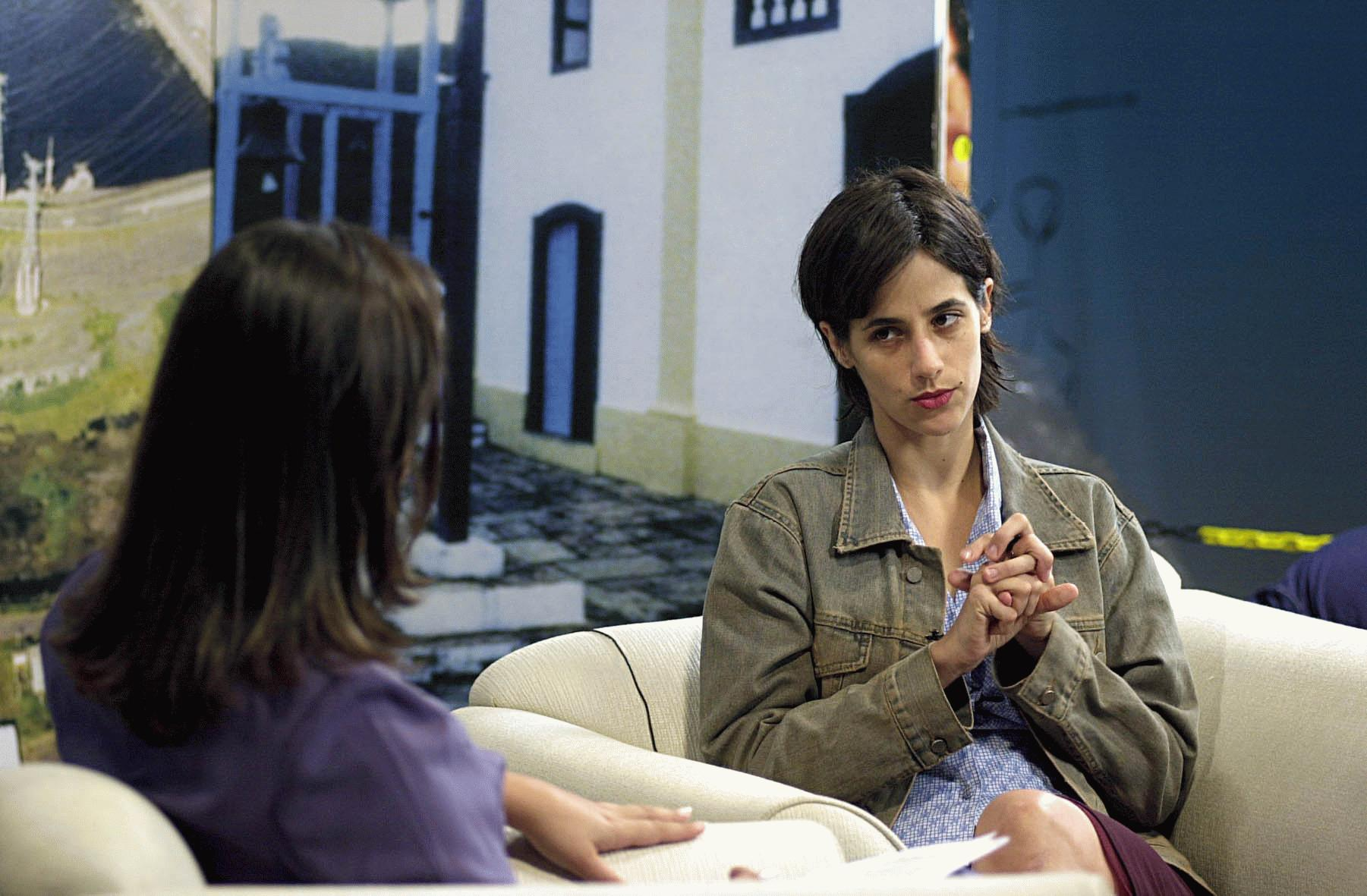
Lima durante entrevista, em 2003.

Em 2002, voltou às telenovelas como "Antônia Donaggio" em Desejos de Mulher, de Euclydes Marinho. Na trama, exibida no horário das 19h da TV Globo, sua personagem é uma estilista que vem de uma família rica, que gosta de representar seu estado de espírito diário em suas roupas e trabalha como assistente da protagonista "Andréa", interpretada por Regina Duarte. No cinema, atuou no filme Lara, de Ana Maria Magalhães, o qual é uma cinebiografia da atriz Odete Lara, no papel de "Dora". Em 2003, pela primeira vez, experimenta a direção no teatro em parceria com Enrique Díaz em Não Olhe Agora. A obra foi produzida pelo Coletivo Improviso, um grupo de artistas investigadores de performance e dança do Rio de Janeiro. Atuou ainda como preparadora de elenco e produtora nas peças A Casa de Bernarda Alba e Acordei que Sonhava, respectivamente, além de ser convidada para o episódio "Até Que Enfim Profundos" da série Os Normais, na TV Globo.
Em 2004, interpretou "Lígia Prestes" no filme de drama biográfico Olga, de Jayme Monjardim. Na obra, que tem Camila Morgado no papel da revolucionária comunista Olga Benário Prestes, sua personagem é a irmã de Luís Carlos Prestes. Também foi dirigida por Sergio Goldenberg no filme de comédia dramática Bendito Fruto, onde deu vida à atriz de telenovelas "Gabriela", a qual interpreta gêmeas em uma produção dentro do universo do filme. No mesmo ano, volta à direção teatral com o espetáculo Mare Lunae, o qual também foi concebido pela atriz e tem sua cenografia assinada pela própria. Em seguida, assumiu a posição de assistente de direção, também com Enrique Díaz, no espetáculo Ensaio.Hamlet, uma produção da Cia dos Atores.
No ano de 2006, atuou na primeira temporada da série indicada ao Emmy Internacional Filhos do Carnaval, da HBO, no papel de "Ana Cristina". A trama da série gira em torno do cotidiano dos bicheiros cariocas que usam o carnaval como meio de lavagem de dinheiro. Voltou ao cinema no drama Árido Movie, de Lírio Ferreira. No filme, ela interpreta "Vera", amiga que acompanha o protagonista "Jonas" em uma viagem ao interior do nordeste após a morte do pai dele. A performance no filme lhe rendeu uma indicação da Academia Brasileira de Cinema ao Grande Otelo de Melhor Atriz Coadjuvante. No teatro, foi dirigida novamente por Enrique Diaz e contracenou com ele em Gaivota - Tema para um Conto Curto. A peça foi inspirada em A Gaivota, de Tchekhov, e trouxe uma metalinguagem sobre a criação, a representação, a arte e o homem contemporâneo. Este último trabalho lhe rendeu sua segunda indicação ao Prêmio Qualidade Brasil de Melhor Atriz Teatral de Drama. Esteve também na peça Tudo Sobre Mulheres. Por fim, em dezembro, fez uma participação especial na novela Pé na Jaca, de Carlos Lombardi, como "JJ".
Em 2009, produziu o espetáculo A Mulher Que Matou os Peixes e Outros Bichos. Ao lado de Marina Vianna, protagonizou a peça A Máquina de Abraçar (2009), dirigida por Malu Galli e baseada numa história real, na qual interpreta uma autista que cria uma máquina capaz de regular a intensidade de cada abraço, ajudando assim a diminuir sua repulsa pelo toque físico. O papel lhe rendeu aclamação da crítica especializada e ela recebeu indicações a prêmios, como o Prêmio Contigo!, Prêmio Quem e Prêmio Qualidade Brasil. No cinema, protagonizou o filme de ficção fantástica Rua dos Bobos, de Julia Martins, dando vida a uma mulher que busca um novo apartamento após a construção de um prédio vizinho impedir que sua residência receba luz do sol. Em 2010, após quatro anos afastada da televisão, voltou para atuar no especial de fim de ano Diversão.com, da TV Globo, no papel da publicitária "Luciana". No cinema, foi convidada para atuar em diversas produções, com destaque nos longas A Alegria, Eu e Meu Guarda-Chuva e A Suprema Felicidade, sendo este último o trabalho que deu a ela a indicação da crítica cinematográfica ao Prêmio Guarani de Melhor Atriz Coadjuvante. Em A Suprema Felicidade, foi considerada um dos destaques do filme no papel da sofrida "Sofia", mãe do protagonista e casada com "Marcos" (Dan Stulbach), com quem vive um matrimônio apaixonado e infeliz.

### 2011–19: Volta às telenovelas e consagração teatral
O ano de 2011 marcou a volta de Mariana às telenovelas com o papel de "Rainha Helena" em Cordel Encantado, produção da faixa das 18h da TV Globo escrita por Duca Rachid e Thelma Guedes. Sua personagem é a rainha de um dos reinos rivais em que se ambienta a novela e planeja a reconciliação entre as comunidades. No cinema, em 2011, atuou nos filmes dramáticos Sudoeste e Rânia, além da comédia romântica Amor?. No teatro, foi consagrada pela performance em Pterodáctilos, com direção de Felipe Hirsch e texto e Nicky Silver, onde atuou ao lado de Marco Nanini. A trama é uma comédia trágica que retrata a derrocada de uma família rica repleta de instabilidades emocionais em um tom de realismo absurdo e crítica social. A interpretação nesse espetáculo foi considerada uma das melhores de sua carreira e ela foi agraciada com importantes prêmios do teatro nacional, incluindo o festejado Prêmio Shell e o Prêmio Cenym de Melhor Atriz, além da indicação ao Prêmio APTR de melhor atriz.
Em 2012, recebeu uma nomeação ao Prêmio Cenym de Melhor Atriz Coadjuvante pela atuação em À Primeira Vista, espetáculo dirigido por Enrique Diaz no qual ela protagoniza com Drica Moraes uma história comovente sobre a amizade e o amor entre duas mulheres. Na televisão, foi escalada para a minissérie O Brado Retumbante e o especial de fim de ano Doce de Mãe, vencedor do Emmy Internacional de melhor comédia, que viria a se tornar uma série de mesmo nome dois anos mais tarde (2014). Em Doce de Mãe, sua personagem é "Suzana", uma das filhas da protagonista "Dona Picucha", papel de Fernanda Montenegro, e irmã de Sílvio (Marco Ricca), Elaine (Louise Cardoso) e Fernando (Matheus Nachtergaele).
Entre 2012 e 2013, participou de duas temporadas da série Sessão de Terapia, do GNT, como "Ana", uma mulher que faz terapia de casal com seu então marido João (André Frateschi), com quem está em pé de guerra por causa de problemas pessoais e uma gravidez desejada por um e indesejada por outro. Em 2013 apareceu em A Busca. Ela desempenhou o papel de "Branca", uma mulher que está a procura de seu filho desaparecido. Entre julho e setembro de 2014, atuou na novela O Rebu, da TV Globo. Na trama, que se passa durante uma noite em uma festa luxuosa marcada por um misterioso assassinato, ela interpreta a promoter "Roberta Camargo", que mantém um relacionamento com "Betina", personagem da atriz Laura Neiva. No mesmo ano, foi vista em uma participação especial no filme Boa Sorte, de Carolina Jabor.
Em 2015, produziu e protagonizou ao lado de Andrea Beltrão e Malu Galli a peça Nômades, cujo enredo acompanha três amigas muito próximas que inesperadamente recebem a notícia da morte de uma quarta amiga igualmente próxima, que mexe com a vida delas. Nesse mesmo ano, interpretou "Isabel" na novela Sete Vidas, de Lícia Manzo, uma terapeuta que se envolve emocionalmente com um de seus pacientes.
Em 2016, com Débora Bloch, Emílio de Mello e Fernando Eiras, protagonizou a peça Os Realistas, de Guilherme Weber. No espetáculo, interpreta "Julia", uma mulher que vive em função de seu marido. Ainda em 2016, entrou para o elenco da segunda temporada da série Magnífica 70, da HBO, junto com Taumaturgo Ferreira, com quem formou par romântico. Foi convidada para participar da minissérie Lúcia McCartney, no GNT, para interpretar "Eleonor". Apareceu ainda no elenco do musical de comédia romântica Amor em Sampa, filme de Carlos Alberto Ricceli. Em 2017, atuou na supersérie Os Dias Eram Assim como a professora de história "Natália", que convive com as marcas da tortura que sofreu pela ditadura militar brasileira. Ainda intepretou "Laura" no episódio "Caso Laura" da série Cidade Proibida.
Em 2018, encenou o monólogo CérebroCoração no papel de uma palestrante de uma conferência de saúde do cérebro. A peça é escrita pela própria atriz e foi recebida positivamente pela crítica. Mariana foi indicada ao Prêmio Shell e APTR, ambos nas categorias de melhor atriz e melhor autor. Na televisão, foi elogiada pelo papel de "Glória Sadala" na minissérie Assédio, que apresenta a trajetória do ex-médico Roger Abdelmassih, especialista em reprodução humana condenado por delitos de abuso sexual a suas pacientes. Sua personagem é a esposa de Roger, que na série é interpretado por Antônio Calloni. No cinema, estrelou os dramas O Banquete e Antes que Eu me Esqueça. Em 2019, interpretou "Laura Figueiredo" na cinebiografia Simonal, que retrata a vida do cantor e compositor Wilson Simonal.

### 2020–presente: Trabalhos recentes
Em 2020, durante a pandemia de COVID-19, levou a peça CérebroCoração para o formato online, apresentando-se ao vivo via internet no projeto "Em Casa com o Sesc", promovido pela Rede Sesc São Paulo em uma iniciativa de promover cultura em tempos de isolamento social. Mais tarde, ela resgatou o texto da peça transformando-o em um livro. Em 2021, esteve na série Onde Está Meu Coração, do Globoplay, interpretando "Sofia", a mãe da protagonista "Amanda", uma médica que se envolve com drogas. Entre novembro de 2021 e março de 2022, atuou na novela Um Lugar ao Sol, como a bissexual "Ilana", uma mulher que vive altos e baixos em seu casamento com "Breno" (Marco Ricca) e se envolve amorosamente com a médica "Gabriela" (Natália Lage) em meio a um processo de inseminação artificial. Em 2022, atuou com Alexandre Nero e Chay Suede no filme de suspense A Jaula no papel de uma policial. Em seguida, com Andrea Beltrão, Eduardo Moscovis, Lara Tremouroux e Karine Teles, estrela o drama Ela e Eu no cinema.

## Vida pessoal
Em 1997, aos vinte e cinco anos, iniciou um relacionamento com o ator e diretor Enrique Díaz, com quem viria a oficializar a união somente em 2019. Em outubro de 2004, nasceu a primeira filha do casal, Elena. Em 2008, eles tiveram sua segunda filha, yAntonia. Ela foi cunhada do também ator Chico Díaz, irmão de Enrique. Em 2021, declarou em entrevista ao jornal O Globo ser bissexual e revelou que já teve um relacionamento com uma mulher. Mariana e Enrique Díaz viviam um relacionamento aberto e, após vinte cinco anos casados, decidiram viver em casas separadas, mantendo a união.Em 2024, ela e Enrique decidiram colocar um ponto final no relacionamento.

## Teatro
| Ano     | Título                                          | Personagem                      | Notas                                | Ref.          |
| ------- | ----------------------------------------------- | ------------------------------- | ------------------------------------ | ------------- |
| 1991    | Comala                                          |                                 |                                      | [ 3 ]         |
| 1992–93 | Amor de Dom Perlimplim com Belisa em Seu Jardim |                                 |                                      | [ 3 ]         |
| 1994    | Futebol                                         | Menino                          |                                      | [ 3 ]         |
| 1995    | Livro de Jó                                     | Mulher de Jó                    |                                      | [ 3 ]         |
| 1998    | Tio Vânia                                       | Ielena Andreievna Serebriakova  |                                      | [ 3 ]         |
| 2000    | Apocalipse 1.11                                 | Babilônia, a Mãe das Meretrizes |                                      | [ 3 ]         |
| 2000    | Bartolomeu, Que Será que Nele Deu?              | MC                              |                                      | [ 10 ]        |
| 2001    | Raiz Quadrada de Menos Um                       | Dançarina                       |                                      | [ 64 ]        |
| 2002    | Não Olhe Agora                                  |                                 | Como diretora                        |               |
| 2002    | A Paixão Segundo G.H.                           | G. H.                           |                                      | [ 3 ]         |
| 2003    | A Casa de Bernarda Alba                         |                                 | Como preparadora de elenco           |               |
| 2003    | Acordei que Sonhava                             |                                 | Como produtora                       |               |
| 2004    | Mare Lunae                                      |                                 | Como autora, diretora e cenografista | [ 65 ]        |
| 2004    | Ensaio.Hamlet                                   |                                 | Como assistente de direção           |               |
| 2006    | A Gaivota - Tema para um Conto Curto            |                                 |                                      | [ 3 ]         |
| 2006    | Tudo Sobre Mulheres                             |                                 |                                      | [ 25 ]        |
| 2009    | A Mulher Que Matou os Peixes e Outros Bichos    | Vários personagens              | Também como produtora                | [ 66 ] [ 67 ] |
| 2009    | A Máquina De Abraçar                            | Íris                            |                                      |               |
| 2011    | Pterodáctilos                                   | Grace                           |                                      |               |
| 2012    | À Primeira Vista                                |                                 |                                      |               |
| 2015    | Nômades                                         |                                 | Também como produtora                | [ 68 ]        |
| 2016    | Os Realistas                                    | Júlia                           |                                      | [ 69 ]        |
| 2018    | CérebroCoração                                  | Conferencista                   | Também como autora                   |               |

## Filmografia

### Televisão
| Ano       | Título                 | Papel                                             | Notas                               |
| --------- | ---------------------- | ------------------------------------------------- | ----------------------------------- |
| 1996      | O Rei do Gado          | Liliana Caxias Mezenga                            |                                     |
| 1998      | Serras Azuis           | Branca Bela Paleólogo                             |                                     |
| 2002      | Desejos de Mulher      | Antônia Donaggio                                  |                                     |
| 2003      | Os Normais             | Bia                                               | Episódio: "Até Que Enfim Profundos" |
| 2006      | Filhos do Carnaval     | Ana Cristina Martins Gebara                       |                                     |
| 2006      | Pé na Jaca             | JJ                                                | Episódios: "20–21 de dezembro"      |
| 2010      | Diversão.com           | Luciana                                           | Especial de fim de ano              |
| 2011      | Cordel Encantado       | Rainha Helena Avignon de Toledo de Seráfia do Sul |                                     |
| 2012      | O Brado Retumbante     | Fernanda Dummont                                  |                                     |
| 2012      | Doce de Mãe            | Susana de Souza                                   | Especial de fim de ano              |
| 2012      | Do Amor                | Ela mesma                                         |                                     |
| 2012–2013 | Sessão de Terapia      | Ana                                               | Temporadas 1–2                      |
| 2014      | Doce de Mãe            | Susana de Souza                                   |                                     |
| 2014      | O Rebu                 | Roberta Camargo                                   |                                     |
| 2015      | Sete Vidas             | Isabel Barreto                                    |                                     |
| 2016–2018 | Magnífica 70           | Marina Boaventura                                 | Temporadas 2–3                      |
| 2016      | Lúcia McCartney        | Eleonor                                           |                                     |
| 2017      | Os Dias Eram Assim     | Natália Andrade                                   |                                     |
| 2017      | Cidade Proibida        | Laura Fernandes                                   | Episódio: "Caso Laura"              |
| 2018      | Assédio                | Glória Sadala                                     |                                     |
| 2020      | Diário de Um Confinado | Aline                                             | Episódio: "Festinha"                |
| 2021      | Onde Está Meu Coração  | Sofia Vergueiro                                   |                                     |
| 2021      | Um Lugar ao Sol        | Ilana Prates                                      |                                     |
| 2024      | No Rancho Fundo        | Salete Maria Pietrelcina d'Assunção (Tia Salete)  |                                     |

### Cinema
| Ano  | Título                             | Papel                  | Nota           |
| ---- | ---------------------------------- | ---------------------- | -------------- |
| 1995 | Sábado                             | Diretora de produção   |                |
| 1996 | Caligrama                          |                        | Curta-metragem |
| 1998 | Kenoma                             | Tira                   |                |
| 2002 | Lara                               | Dora                   |                |
| 2004 | Olga                               | Lígia Prestes          |                |
| 2004 | Bendito Fruto                      | Fernanda / Luciana     |                |
| 2006 | Árido Movie                        | Vera (Verinha)         |                |
| 2009 | Rua dos Bobos                      | Ella                   | Curta-metragem |
| 2010 | Outras Pessoas                     |                        | Curta-metragem |
| 2010 | A Alegria                          | Joana                  |                |
| 2010 | Eu e Meu Guarda-Chuva              | Mãe de Eugênio         |                |
| 2010 | A Suprema Felicidade               | Sofia                  |                |
| 2011 | Sudoeste                           | Luzia                  |                |
| 2011 | Rânia                              | Estela                 |                |
| 2011 | Amor?                              | Claudia                |                |
| 2013 | A Busca                            | Branca                 |                |
| 2014 | Boa Sorte                          | Mulher no supermercado |                |
| 2015 | Som Guia                           |                        | Curta-metragem |
| 2016 | Amor em Sampa                      | Tutti                  |                |
| 2017 | Quem é Primavera das Neves?        | Ela                    | Documentário   |
| 2017 | Real: O Plano por Trás da História | Denise                 |                |
| 2018 | Antes que eu me Esqueça            | Maria Pia              |                |
| 2018 | O Banquete                         | Bia                    |                |
| 2018 | Sedução da Carne                   | Mulher                 |                |
| 2018 | Filme Ensaio                       | Ela mesma              | Documentário   |
| 2019 | Simonal                            | Laura Figueiredo       |                |
| 2019 | A Terra Negra dos Kawa             | Anitta                 |                |
| 2022 | A Jaula                            | Valéria Requião        |                |
| 2022 | Ela e Eu                           | Renata                 | [ 88 ]         |

## Prêmios e indicações
| Ano  | Prêmio                              | Categoria                                   | Indicação                            | Resultado |
| ---- | ----------------------------------- | ------------------------------------------- | ------------------------------------ | --------- |
| 2003 | Prêmio Qualidade Brasil - SP        | Melhor Atriz Teatral Drama                  | A Paixão Segundo G.H.                | Indicada  |
| 2007 | Grande Prêmio do Cinema Brasileiro  | Melhor Atriz Coadjuvante                    | Árido Movie                          | Indicada  |
| 2007 | Prêmio Qualidade Brasil             | Melhor Atriz Teatral Drama                  | A Gaivota - Tema para um Conto Curto | Indicada  |
| 2009 | Prêmio Quem                         | Melhor Atriz de Teatro                      | A Máquina de Abraçar                 | Indicada  |
| 2010 | Prêmio Contigo! de Teatro           | Melhor Atriz (Júri oficial)                 | A Máquina de Abraçar                 | Indicada  |
| 2010 | Prêmio Contigo! de Teatro           | Melhor Atriz (Júri popular)                 | A Máquina de Abraçar                 | Indicada  |
| 2010 | Prêmio Qualidade Brasil             | Melhor Atriz Teatral Drama                  | A Máquina de Abraçar                 | Indicada  |
| 2010 | Prêmio Guarani de Cinema Brasileiro | Melhor Atriz Coadjuvante                    | A Suprema Felicidade                 | Indicada  |
| 2011 | Prêmio Shell de Teatro              | Melhor Atriz                                | Pterodáctilos                        | Venceu    |
| 2011 | Prêmio Contigo! de Teatro           | Melhor Atriz de Teatro                      | Pterodáctilos                        | Indicada  |
| 2011 | Prêmio APTR de Teatro               | Melhor Atriz                                | Pterodáctilos                        | Indicada  |
| 2011 | Prêmio Cenym de Teatro              | Melhor Atriz                                | Pterodáctilos                        | Venceu    |
| 2011 | Prêmio Cenym de Teatro              | Melhor Elenco                               | Pterodáctilos                        | Indicada  |
| 2012 | Prêmio Cenym de Teatro              | Melhor Atriz Coadjuvante                    | À Primeira Vista                     | Indicada  |
| 2013 | Prêmio Aplauso Brasil               | Melhor Elenco                               | À Primeira Vista                     | Indicada  |
| 2013 | Prêmio ACIE de Cinema               | Melhor Atriz                                | Sudoeste                             | Indicada  |
| 2014 | Prêmio Fiesp/Sesi de Cinema         | Melhor Atriz                                | A Busca                              | Indicada  |
| 2017 | Prêmio Aplauso Brasil               | Melhor Elenco                               | Os Realistas                         | Indicada  |
| 2018 | Troféu UOL TV e Famosos             | Melhor Atriz                                | Assédio                              | Indicada  |
| 2018 | Melhores do Ano Natelinha           | Melhor Coadjuvante                          | Assédio                              | Indicada  |
| 2018 | Prêmio The Brazilian Critic         | Melhor Atriz Coadjuvante em Série Dramática | Assédio                              | Venceu    |
| 2018 | Prêmio Shell de Teatro - RJ         | Melhor Atriz                                | CérebroCoração                       | Indicada  |
| 2018 | Prêmio Shell de Teatro - RJ         | Melhor Autor                                | CérebroCoração                       | Indicada  |
| 2018 | Prêmio Cesgranrio de Teatro         | Melhor Atriz                                | CérebroCoração                       | Venceu    |
| 2019 | Prêmio APTR de Teatro               | Atriz em Papel Protagonista                 | CérebroCoração                       | Indicada  |
| 2019 | Prêmio APTR de Teatro               | Autor                                       | CérebroCoração                       | Indicada  |
| 2020 | Grande Prêmio do Cinema Brasileiro  | Melhor Atriz Coadjuvante                    | Simonal                              | Indicada  |
| 2021 | Prêmio Contigo! de TV               | Melhor Atriz Coadjuvante de Novela ou Série | Onde Está Meu Coração                | Indicada  |
| 2022 | Festival de Cinema de Vassouras     | Melhor Atriz Coadjuvante                    | Ela e Eu                             | Venceu    |
| 2022 | Inffinito Film Festival             | Melhor Elenco                               | Ela e Eu                             | Venceu    |
| 2024 | Festival Sesc Melhores Filmes       | Melhor Atriz Nacional                       | A Terra Negra dos Kawa               | Indicada  |
| 2024 | Melhores do Ano Natelinha           | Melhor Atriz                                | No Rancho Fundo                      | Indicada  |
| 2024 | Melhores do Ano - Duh Secco         | Melhor Atriz Coadjuvante                    | No Rancho Fundo                      | Pendente  |